# Sketches
Sketches är Ane Bruns femte studioalbum, utgivet 2008.

## Låtlista[1]
1. "The Treehouse Song"
2. "The Fall"
3. "The Puzzle"
4. "My Star"
5. "Ten Seconds"
6. "Changing of the Seasons"
7. "Lullaby for Grown-ups"
8. "Raise My Head"
9. "Armour"
10. "Round Table Conference"
11. "Gillian"
12. "Don't Leave"
13. "Linger with Pleasure"
14. "Miss Moaning"
15. "My Baby's Arms"